# Juan Ramón Verón
Juan Ramón Verón (La Plata, 17 de março de 1944 – La Plata, 27 de maio de 2025) foi um treinador e futebolista argentino que atuava como meia ou atacante.
É pai do também ex-jogador Juan Sebastián Verón.

## Carreira
Iniciou sua carreira no Estudiantes de La Plata, onde jogou por mais de uma década, de 1962 a 1972. Em 1981 encerrou sua carreira no mesmo time que o projetou para o futebol mundial.

## Morte
Verón morreu no dia 23 de maio de 2025, aos 81 anos. Ele havia sido internado em meados de abril no Instituto Médico Platense (IMP) , após apresentar desidratação e insuficiência renal.

## Títulos
Estudiantes
- Campeonato Argentino: Metropolitano 1967
- Copa Libertadores: 1968, 1969, 1970
- Copa Intercontinental: 1968

Atlético Junior
- Campeonato Colombiano: 1977